# Loch Katrine (Neuseeland)
Der Loch Katrine ist ein See im Hurunui District der Region Canterbury auf der Südinsel von Neuseeland.

## Namensherkunft
Der See wurde 1857 von Henry Taylor nach seiner Frau benannt.

## Geographie
Der Loch Katrine befindet sich rund 700 m südlich des Lake Sumner und westlich des nördlichen Ausläufers der Bergkette The Bothers. Der See, der auf einer Höhe von 523 m anzutreffen ist, besitzt bei einem Seeumfang von rund 5,31 km eine Flächenausdehnung von 82,7 Hektar. Er erstreckt sich über eine Länge von rund 1,94 km in Nordnordwest-Südsüdost-Richtung und misst an seiner breitesten Stelle rund 530 m in Südwest-Nordost-Richtung.
Gespeist wird der Loch Katrine von einigen wenigen Bächen und die Entwässerung findet am nordwestlichen Ende des Sees über einen rund 440 m langen Abfluss, der The Canal genannt wird, in den Lake Sumner statt.

## Wanderweg
An der Westseite des Sees führt ein Wanderweg vorbei, der auf der einen Seite zum rund 4 km südsüdöstlich liegenden Lake Taylor führt und zur anderen Seite ein kurzes Stück entlang des westlichen Ende des Lake Sumner und weiter flussaufwärts entlang des Hurunui River verläuft.
Am südlichen Ende des Sees befindet sich der Loch Katrine Campsite und einige Hütten für Wanderer.